# Niklas Edin
Niklas Edin (* 6. Juli 1985 in Sidensjö, Gemeinde Örnsköldsvik) ist ein schwedischer Curler.
Bei der Curling-Europameisterschaft 2009 in Aberdeen gewann Edin mit seinem Team Third Sebastian Kraupp, Second Fredrik Lindberg, Lead Viktor Kjäll, Alternate Oskar Eriksson die Goldmedaille. Die Round Robin hatte das Team als Zweiter abgeschlossen. Das Page-Playoff-Spiel gewann man gegen Norwegen mit 6:3. Im Finale setzte man sich mit 6:5 gegen die Schweiz durch.
Bei den Olympischen Winterspielen 2010 in Vancouver stand er mit seiner Mannschaft im kleinen Finale und spielte um die Bronzemedaille. Das Spiel um Platz 3 verlor er diesmal gegen das Schweizer Team um Skip Markus Eggler mit 4:5. 4 Jahre später, bei den  Winterspielen 2014 konnte er dann allerdings durch einen Sieg im Spiel um Platz drei gegen das chinesische Team von Liu Rui Bronze gewinnen.
Seine erste Weltmeisterschaftsmedaille gewann Edin bei der Weltmeisterschaft 2011 durch einen Sieg im Spiel um Platz 3 gegen die Norweger um Thomas Ulsrud. Im darauffolgenden Jahr gab es eine Neuauflage dieser Begegnung, die Edin erneut für sich entscheiden konnte. 2014 gewann er dann durch einen Finalsieg gegen das kanadische Team um Brad Jacobs seine erste Goldmedaille. Diesen Erfolg konnte er bei der Weltmeisterschaft 2015 wiederholen; im Finale schlug er mit seinem Team Thomas Ulsrud mit 9:5. Bei Weltmeisterschaft 2016 konnte er hingegen nur den sechsten Platz erringen. 2017 stand er wieder im Finale, diesmal gegen das kanadische Team um Brad Gushue. Die Partie ging mit 3:5 verloren. Bei der Weltmeisterschaft 2018 kam es zu einer Neuauflage dieser Finalpaarung. Diesmal behielt Schweden mit Edin die Oberhand und gewann mit einem 7:3-Sieg die Goldmedaille.
Seit 2009 dominiert Edin mit seinem Team die Curling-Europameisterschaft. Bislang konnte er sechs Goldmedaillen und eine Silbermedaille gewinnen. 2017 wurde er durch einen Finalsieg gegen das schottische Team um Kyle Smith zum vierten Mal in Folge Europameister.
Edin vertrat mit seinem Team (Third: Oskar Eriksson, Second: Rasmus Wranå, Lead: Christoffer Sundgren) Schweden bei den Olympischen Winterspielen 2018. Nach sieben Siegen und zwei Niederlagen schlossen sie die Round Robin als Erster ab. Im Halbfinale besiegten sie die Schweiz mit Skip Peter de Cruz. Im Finale unterlagen sie der US-amerikanischen Mannschaft um John Shuster mit 7:10 und gewannen die Silbermedaille.
Bei den Olympischen Winterspielen 2022 in Peking trat Edin mit dem gleichen Team wie 2018 in Pyeongchang an. Erneut beendeten sie die Round Robin mit 7 Siegen und 2 Niederlagen, allerdings nur als Zweite hinter Großbritannien um Skip Bruce Mouat. Das Halbfinale gewannen sie mit 5:3 gegen den späteren Bronzegewinner Kanada. Im Finale trafen sie auf Großbritannien und wurden mit 5:4 nach 11 Ends Olympiasieger.